# Charlotte Guest
Lady Charlotte Guest (nascuda com a Lady Charlotte Elizabeth Bertie), també anomenada Lady Charlotte Bertie o Lady Charlotte Schreiber (Uffington House, prop de Stamford, Anglaterra, 19 de maig de 1812-Canford Manor, Dorset, Anglaterra, 15 de gener de 1895), fou una industrial i aristòcrata gal·lesa, educadora i traductora de contes medievals gal·lesos així com del Mabinogion. Filla d'Albermarle Bertie, novè comte de Lindsey, i Charlotte Susanna Elizabeth (Layard). No tingué una escolarització formal i fou educada a casa per institutrius.